# Poste hongroise
Cet article concerne une technique équestre. Pour le service postal de Hongrie, voir Magyar Posta.
Pour les articles homonymes, voir Poste (homonymie).

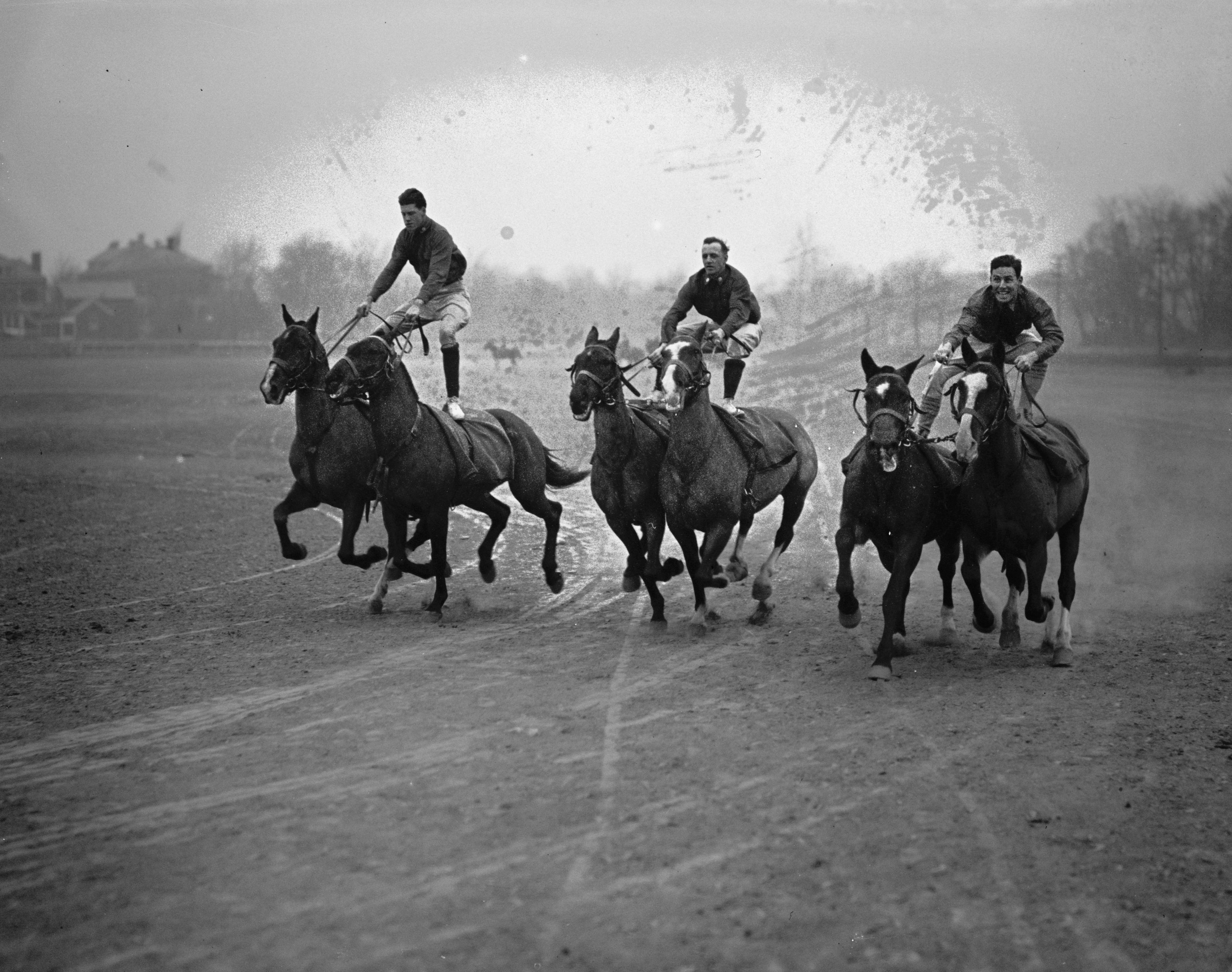
Trois pratiquants de poste hongroise.

La poste hongroise est une pratique équestre consistant à monter une paire de chevaux en se tenant debout, un pied sur la croupe de chaque cheval. Utilisée par les paysans hongrois — notamment les Csikós — pour convoyer des attelages sans remorque, cette pratique est devenue une figure classique des spectacles équestres.
Si le cavalier monte habituellement une paire de chevaux, plusieurs paires peuvent être menées avec la même technique. En Hongrie, la figure classique (en hongrois : pusztai ötös) se pratique avec cinq chevaux, trois devant et deux derrière (3-2)[réf. souhaitée]. En 2016, une figure avec dix-sept chevaux (5-5-5-2) a été homologuée au Livre Guinness des records[réf. souhaitée]. En 2019, un nouveau record a été établi avec vingt chevaux (6-6-6-2)[réf. souhaitée].